# Nisueta affinis
Nisueta affinis är en spindelart som beskrevs av Embrik Strand 1906. Nisueta affinis ingår i släktet Nisueta och familjen jättekrabbspindlar.
Artens utbredningsområde är Sudan. Inga underarter finns listade i Catalogue of Life.